# Ken Arnold
Kenneth Cutts Richard Cabot Arnold amerikai számítógépes programozó, aki az 1980-as években a Rogue nevű videójáték egyik fejlesztőjeként, a Unix eredeti Berkeley (BSD) disztribúciójához való hozzájárulásáról, a C-ről és a C++-ról szóló könyveiről és cikkeiről (pl. az 1980-1990-es években a Unix Review „The C Advisor” című rovata), valamint a Java platformon végzett kiemelkedő munkájáról ismert.

## A Berkeley-n
Arnold a Berkeley-i Kaliforniai Egyetemre járt, miután egy évig a Lawrence Berkeley Nemzeti Laboratórium számítógépes laboratóriumában dolgozott, és 1985-ben informatikából szerzett diplomát. A Berkeley-n a Berkeley Computer Club (később Computer Science Undergraduates Association) elnöke volt, és sokban hozzájárult a 2BSD és 4BSD Berkeley Unix disztribúciókhoz, többek között:
- curses(wd) és termcap(wd): egy hardverfüggetlen könyvtár a kurzormozgatás, a képernyőszerkesztés és az ablakok létrehozásának vezérlésére ASCII kijelzős terminálokon(wd), amely a termcap-on(wd)[2] és Bill Joy vi képernyővezérlő kódján alapul. A curses mérföldkőnek számító kijelzőkönyvtár volt, amely lehetővé tette, hogy számos új alkalmazás teljes képernyős felhasználói felületeket hozzon létre, amelyek hordozhatóak a különböző márkájú kijelzőterminálok között.[3][4]
- Rogue(wd): Arnold, Michael Toy és Glenn Wichman(wd) közösen írták a Rogue-ot, egy teljes képernyős szerepjátékot, amely egy akkoriban újszerű „dungeon” látványt nyújtott felülről. A játék a „roguelike”(wd) játékok egész műfaját hozta létre.[5]
- fortune(wd): egy cookie program.[6] Bár Arnold idézeteket megjelenítő programja nem az első volt a történelemben, BSD-szabványként messze a legszélesebb körben használt lett, és az idézeteket tartalmazó adatbázisa hatalmas volt. Egy egyszerű szöveges(wd) fájlformátumot is szabványosított, amely filozófiailag igazodott a Unixhoz, és így széles körben használták mind más 'szerencse-süti' programok, mind pedig egyéb célokra.[7]
- ctags: program kereszthivatkozások generálására számítógépes forráskódban.[8]

## Válogatott könyvek
- JavaSpaces. Principles, Patterns, and Practice; Eric Freeman(wd), Susanne Hupfer, Ken Arnold; ISBN 0-201-30955-6
- The Java Programming Language; 4th Edition; Ken Arnold, James Gosling, David Holmes; ISBN 0-321-34980-6
  - Sample chapter: A Taste of Java's I/O Package: Streams, Files, and So Much More
- The Jini(TM) Specification, 2nd Edition; Ken Arnold, Jim Waldo(wd) and the rest of the Jini technology team. Part of the official Jini Technology Series, published by Addison Wesley.
- "Fear and Loathing on the UNIX Trail -- Confessions of a Berkeley system mole."; Doug Merritt with Ken Arnold and Bob Toxen; Unix Review, Jan 1985
- "Rogue: Where It has Been, Why It Was There, And Why It Shouldn't Have Been There In The First Place"; USENIX Conference Proceedings; Boston, July 1982, p. 139 ff; Ken C.R.C. Arnold, Michael C. Toy[9]

## Lásd még
- The Art of Unix Programming(wd)

## Fordítás
- Ez a szócikk részben vagy egészben  a   Ken Arnold című angol Wikipédia-szócikk fordításán alapul.  Az eredeti cikk szerkesztőit annak laptörténete sorolja fel. Ez a jelzés csupán a megfogalmazás eredetét és a szerzői jogokat jelzi, nem szolgál a cikkben szereplő információk forrásmegjelöléseként.